# Geodia punctata
Geodia punctata är en svampdjursart som beskrevs av Jörn Hentschel 1909. Geodia punctata ingår i släktet Geodia och familjen Geodiidae.
Artens utbredningsområde är havet kring Australien. Inga underarter finns listade i Catalogue of Life.